# 中国人民解放军安徽省军区
中国人民解放军安徽省军区，是中国人民解放军现属中央军事委员会国防动员部的一个省级军区，管辖范围为安徽省。

## 历史
1951年12月由皖北、皖南合并成立的安徽军区，隶属华东军区。由刘飞担任首任司令员，曾希圣兼任政治委员，牛树才任第二政委政治委员。1960年7月，安徽军区改称安徽省军区。

## 所辖部队
安徽省军区下辖：
- 合肥警备区
- 六安军分区
- 芜湖军分区
- 淮南军分区
- 马鞍山军分区
- 淮北军分区
- 滁州军分区
- 铜陵军分区
- 阜阳军分区
- 宿州军分区
- 巢湖军分区
- 亳州军分区
- 蚌埠军分区
- 安庆军分区
- 宣城军分区
- 池州军分区
- 黄山军分区

## 历任主要领导
| 司令员 - 刘飞（1952年1月－1955年1月） - 廖容标（1955年9月－1965年10月） - 严光（1965年10月－1967年11月） - 李德生（1967年11月－1974年12月） - 余光茂（1975年8月－1983年5月） - 酒德和（1983年5月－1985年8月） - 李元喜（1985年8月－1990年6月） - 沈善文（1990年6月－1999年9月） - 种明辉（1999年9月－2002年10月） - 王贺文（2002年10月－2005年6月） - 许援朝（2005年6月－2009年5月） - 孟昭斌（2009年5月－2010年4月） - 许伟（2010年4月－2013年12月） - 于天明（2013年12月－2017年8月） - 杨征（2017年8月－2019年12月） - 刘孝华（2019年12月－2023年4月） - 史樹合(2023年4月－) | 政治委员 - 曾希圣（第一政委，1952年1月－1962年6月，兼） - 牛树才（第二政委，1952年1月－1954年8月，兼） - 李世焱（第二政委，1956年2月－1965年8月） - 李葆华（第一政委，1962年6月－1971年6月，兼） - 王文模（第三政委，1964年4月－1978年10月；第二政委，1978年10月－1983年5月） - 宋文（第二政委，1965年10月－1967年撤职） - 张文碧（1967年11月－1972年8月） - 钟国楚（第二政委，1969年3月－1970年4月） - 梁辑卿（第二政委，1970年4月－1978年10月） - 张春森（第四政委，1971年5月－1977年5月） - 宋佩璋（第一政委，1971年1月－1977年6月） - 万里（第一政委，1977年6月－1980年6月，兼） - 刘耀祖（1978年10月－1983年5月） - 张劲夫（第一政委，1980年6月－1983年5月代，兼） - 熊玉坤（1981年7月－1983年5月） - 周子健（1983年5月－1983年5月兼） - 黄璜（第一政委，1983年5月－1986年12月兼） - 张林元（1983年5月－1987年4月） - 石磊（1987年4月－1992年6月） - 陈培森（1992年6月－1996年退役） - 胡道仁（1996年-2000年退役） - 戴长友（2000年-2003年7月） - 张金荣（2003年7月－2008年4月退役） - 文可芝（2008年4月－2011年7月） - 宋海航（2011年7月－2015年7月） - 戴勇（2015年7月－2020年7月） - 王贵胜（2020年7月－） - 劉國賓 |